# Villa Rosebery
La Villa Rosebery es un complejo monumental de Nápoles, Italia, uno de los ejemplos más importantes del neoclasicismo de la ciudad. La villa fue construida como residencia real, se encuentra en el barrio de Posillipo y actualmente es una de las tres residencias oficiales del Presidente de la República Italiana. Por este motivo no es visitable, salvo en algunos períodos del año. Tiene una superficie de 66 056 metros cuadrados.

## Historia
La villa debe su origen a la iniciativa del oficial austriaco Joseph Von Thurn, quien a partir de 1801 compró algunas tierras en posición agradable en el cabo Posillipo para construir allí una residencia de campo rodeada por un jardín, así como por amplios huertos y viñedos. La propiedad fue adquirida posteriormente por la princesa de Gerace y por su hijo, Agostino Serra di Oristano, quienes la convirtieron en una villa de representación. Gracias a la aportación de los arquitectos Stefano y Luigi Gasse, la villa se transformó en una elegante residencia y también se remodelaron las dos casas de huéspedes.
En 1857 los herederos de Serra vendieron la villa a Luis de Borbón, comandante de la Real Marina del Reino de las Dos Sicilias, y la propia villa se ganó el apelativo de «la Brasileña», en honor a Maria Januaria, consorte de Luis, que era hermana del emperador del Brasil y que se había casado con él en 1844. En pocos años el nuevo propietario amplió los jardines de la villa, enriqueciéndolos con un gran parque, e hizo construir un embarcadero, pero tras los sucesos relacionados con la unificación italiana en 1860 se exilió en Francia.

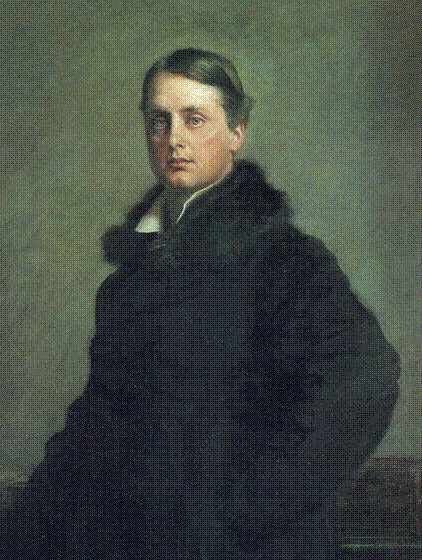
Archibald Primrose, quinto conde de Rosebery.

La villa fue vendida posteriormente al banquero francés Gustave Delahante, para ser comprada posteriormente en 1897 por Lord Rosebery, estadista británico que había sido primer ministro entre 1894 y 1895. Retirado a la vida privada, Lord Rosebery hizo de la villa un oasis de tranquilidad accesible solo a amigos y estudiosos seleccionados, incrementando su colección de cuadros y grabados adquiridos en anticuarios napolitanos. En 1909, lord Rosebery decidió ceder el uso de la propiedad al gobierno inglés, debido a los ingentes gastos de mantenimiento y su vuelta a la actividad política.
La Villa Rosebery se convirtió así en un lugar de vacaciones y sede de representación para los embajadores ingleses en Italia, hasta que en 1932 los herederos de lord Rosebery, fallecido con más de ochenta años en 1929, la donaron al Estado italiano, que la dedicó a residencia veraniega de la familia real. En 1934 la princesa María José, esposa de Umberto de Saboya, dio aquí a luz a la primogénita María Pía, y desde ese momento la villa se rebautizó «Villa Maria Pia».
Desde junio de 1944, durante la lugartenencia de su hijo Umberto, Víctor Manuel III y la reina Elena se trasladaron a la Villa Maria Pia. La pareja real vivió en la residencia napolitana hasta que Víctor Manuel III firmó la abdicación en favor de su hijo Umberto el 9 de mayo de 1946 antes de partir para el exilio. Requisada provisionalmente por los aliados, la villa recuperó el nombre de Villa Rosebery y fue concedida primero a la Accademia Aeronautica, para entrar posteriormente, a partir de 1957, en las residencias otorgadas en dotación al Presidente de la República Italiana.